# 石永
石永（1501年—1560年），字壽卿，號靜齋，直隸廣平府威縣人，明朝政治人物。

## 生平
嘉靖七年（1528年）由國子生中式戊子科順天府鄉試第一百零七名舉人，嘉靖十一年（1532年）壬辰科會試第二百四十名，第三甲第一百四十三名進士。觀都察院政，十四年十一月选授雲南道試御史理刑，十五年實授，巡山海關，十九年巡按直隶，十月疏請养病。起复原职，二十二年巡按湖广，二十四年巡按四川，出爲河南南陽府知府，六月因不候旨处决重囚余友宸，降职一级调外任，贬滨州判官，陞南京太僕寺丞，二十六年任山西平阳府知府，历升陕西按察司副使，右參政，按察使，江西右布政使，三十五年二月升山西左布政使，三月升任都察院右僉都御史、巡撫延綏，三十六年十月升南京大理寺卿，三十七年三月陞南京兵部右侍郎，三十八年正月升兵部左侍郎兼都察院右佥都御史、总理湖广川贵军务，生擒苗族舉事首領沈亞當等。三十九年四月改戶部左侍郎，七月卒于官，贈右都御史

## 家族
曾祖石貴，祖石榮，父石堅，母李氏。